# John Resic
John Resic je hrvatski izumitelj. Bio je ribar.
Izumio je sustav za posprejavanje kojim se zamrzava riba.